# بيير روسي
بيير روسي هو ديبلوماسي، روائي ومؤلف فرنسي.

## حياته
ولد في 28 أكتوبر 1920م و توفي يوم 25 ديسمبر 2002م. كان خبيرا في بلدان المغرب العربي والشرق الأوسط. عاش في بغداد وكتب تسعة كتب حول العالم العربي.

## كتابمدينة إيزيس: التاريخ الحقيقي للعرب
في هذا الكتاب، يدافع بيير روسي عن فكرة ان جذور الحضارة الاوربية هي عربية. و ان اللغات السامية هي لغات عربية.
فإذا كانت الحضارة العربية قد امتدت في طرفة عين من البيرينيه إلى أرض السند، فلأنها لم تكن أبداً إقطاعة حفنة من آكلي اليرابيع الذين ارتقوا فجأة . و إذا كان الدين الإسلامي قد انتشر في قارات بكاملها، وإذا كانت اللغة العربية قد لقيت حظاً لم تعرفه أية لغة أخرى، وإذا كانت هي لغة اليهودية والمسيحية و الإسلام فلأن حضارة مهيبة قد أعطتها سلطة تجاوزت أبعاد هضبة الحجاز ... و لقد خضع لهذه السلطة اليونان ثم الرومان ومعهم الأتروسكيون قبل أن تنضم إليهم ممالك فيزيقوط الغرب وأمراء الهند.
يرجع الكاتب اخفاء الدور العربي إلى عنصرية الكنسية وأوروبا و بناء الهوية الاوربية على روما واثينا فقط مع اهمال دور مصر وبلاد الرافدين ( التي يعبرهما دولتان عربيتان ).
و قال ان الامم السامية هي في الحقيقة عربية 

## كتب بالفرنسية
- ثورات العراق 1962
- ليبيا 1965
- تونس بورقيبة 1967
- من السويس إلى العقبة 1968
- البترول العربي في الحرب 1968
- مفاتيح الحرب 1970
- ليبيا خضراء القذافي 1979
- مدينة إيزيس؛ التاريخ الحقيقي للعرب 1976
- العراق أرض النهر الجديد 1981
- ذات مساء في بيزا 1971
- أضرار أليريا 1987
- كورسيكا وأوروبا والقانون 1991

## كتب بالعربية
مدينة إيزيس؛ التاريخ الحقيقي للعرب ( ترجمة فريد جحا ).